# Orcajo
Orcajo ist eine spanische Gemeinde (municipio) in der Comarca Campo de Daroca in der Provinz Saragossa der Autonomen Region Aragonien. 2024 hatte die Gemeinde 58 Einwohner.

## Lage
Orcajo liegt am Fuß der Sierra de Santa Cruz etwa 85 km südwestlich von Saragossa und 250 km nordöstlich von Madrid. Zur Autovia Mudejar (A 23) im Osten sind es ca. 12 km und zur Autovia del Nordeste (A 2) im Norden 25 km. Nachbarorte sind in 5 km Daroca im Osten, in 5 km Valdehorna im Südosten und Manchones und Murero in 5 km im Norden.

## Geschichte
Der Ort hieß bis 1543 Forcajo, danach wurde er als Horcajo bezeichnet und seit 1646 als Orcajo. Im 20. Jahrhundert sank die Bevölkerung kontinuierlich. 1910 gab es noch 500 Einwohner, 1950 lebten 383 und 1970 noch 110 Menschen im Ort. 1990 waren es nur noch knapp 50 Bewohner.